# 5509 Rennsteig
5509 Rennsteig è un asteroide della fascia principale. Scoperto nel 1988, presenta un'orbita caratterizzata da un semiasse maggiore pari a 2,2132820 UA e da un'eccentricità di 0,1374913, inclinata di 2,19759° rispetto all'eclittica.